# ISO 3166-2:ZM
ISO 3166-2:ZM는 지리 식별 부호(geocode)를 정의하는 ISO 표준인 ISO 3166-2의 일부이며 잠비아에 적용된다. 10개의 행정 구역이 하부 부호를 할당받았다. 하부 코드는 2자리의 숫자로 쓴다. ZM은 ISO 3166-1에서 할당된 국가 코드를 사용한다.

## 식별 부호
| 코드  | 행정 구역   |
| ----- | ----------- |
| ZM-01 | 서부 주     |
| ZM-02 | 중부 주     |
| ZM-03 | 동부 주     |
| ZM-04 | 루아풀라 주 |
| ZM-05 | 북부 주     |
| ZM-06 | 북서부 주   |
| ZM-07 | 남부 주     |
| ZM-08 | 코퍼벨트 주 |
| ZM-09 | 루사카 주   |
| ZM-10 | 무칭가 주   |

## 같이 보기
- 잠비아의 행정 구역